# Boolesche Hierarchie
Die Boolesche Hierarchie ist eine Hierarchie von Komplexitätsklassen, die als boolesche Kombinationen von NP-Problemen gebildet werden.

## Definition
Zunächst definieren wir boolesche Konnektive für Komplexitätsklassen.
Seien {\displaystyle {\mathcal {C}},{\mathcal {C'}}} zwei Komplexitätsklassen, dann
- {\displaystyle {\mathcal {C}}\wedge {\mathcal {C'}}=\{L_{1}\cap L_{2}\mid L_{1}\in {\mathcal {C}},L_{2}\in {\mathcal {C'}}\}}
- {\displaystyle {\mathcal {C}}\vee {\mathcal {C'}}=\{L_{1}\cup L_{2}\mid L_{1}\in {\mathcal {C}},L_{2}\in {\mathcal {C'}}\}}
- {\displaystyle co{\mathcal {C}}=\{L\mid {\bar {L}}\in {\mathcal {C}}\}}, wobei {\displaystyle {\bar {L}}} das Komplement von {\displaystyle {L}} ist.

Ausgehend von NP können die verschiedenen Ebenen der Booleschen Hierarchie (BH) definiert werden:
- {\displaystyle BH_{1}=NP}
- {\displaystyle BH_{2k}=coNP\wedge BH_{2k-1}}
- {\displaystyle BH_{2k+1}=NP\vee BH_{2k}}

Zum Beispiel {\displaystyle BH_{2}=coNP\wedge NP} und {\displaystyle BH_{3}=NP\vee (coNP\wedge NP)}.
Die Boolesche Hierarchie (BH) wird dann als die Vereinigung aller ihrer Level definiert, also {\displaystyle BH=\bigcup _{i\geq 1}BH_{i}}.

## Alternative Charakterisierung
Die Boolesche Hierarchie kann für {\displaystyle k\geq 1} auch wie folgt charakterisiert werden:
- {\displaystyle BH_{2k}=\bigvee _{i=1}^{k}(NP\land coNP)}
- {\displaystyle BH_{2k+1}=NP\vee \bigvee _{i=1}^{k}(NP\land coNP)}

### Charakterisierung über die symmetrische Differenz
Seien {\displaystyle {\mathcal {C}},{\mathcal {C'}}} zwei Komplexitätsklassen, dann ist
- {\displaystyle {\mathcal {C}}\oplus {\mathcal {C'}}=\{L_{1}\bigtriangleup L_{2}\mid L_{1}\in {\mathcal {C}},L_{2}\in {\mathcal {C'}}\}}, wobei {\displaystyle \bigtriangleup } die symmetrische Differenz darstellt.

Dann lässt sich {\displaystyle BH_{k}} als {\displaystyle BH_{k}=BH_{k-1}\oplus NP} bzw.
{\displaystyle BH_{k}=\bigoplus _{i=1}^{k}NP} charakterisieren.

## Vollständige Probleme
Ausgehend von einem beliebigen NP-vollständigen Problem A (z. B.: SAT) kann man eine Familie von vollständigen Problemen für verschiedene Level der Booleschen Hierarchie wie folgt definieren.
Gegeben sei eine Folge {\displaystyle x_{1},\dots x_{m}} von verschiedenen Instanzen des Problems A, sodass wann immer {\displaystyle x_{i}\in A} gilt, auch {\displaystyle x_{i-1}\in A} gilt.
- Zu entscheiden, ob in einer Folge der Länge {\displaystyle 2k} eine ungerade Anzahl Instanzen in A sind, ist {\displaystyle BH_{2k}}-vollständig.
- Zu entscheiden, ob in einer Folge der Länge {\displaystyle 2k+1} eine gerade Anzahl Instanzen in A sind, ist {\displaystyle BH_{2k+1}}-vollständig.

## Beziehungen zu anderen Komplexitätsklassen
- Sollte die Boolesche Hierarchie kollabieren, dann kollabiert auch die polynomielle Hierarchie zu {\displaystyle \Sigma _{3}^{\rm {P}}}.
- {\displaystyle BH\subseteq \Delta _{2}^{\rm {P}}}
- {\displaystyle NP\subseteq BH} und  {\displaystyle coNP\subseteq BH}

## Die Klasse DP
Die Klasse DP (Difference Polynomial Time) wurde von Papadimitriou and Yannakakis eingeführt
und ist wie folgt definiert.
Eine Sprache {\displaystyle L} ist in DP genau dann, wenn es Sprachen {\displaystyle \textstyle L_{1}\in NP,L_{2}\in coNP} gibt, so dass {\displaystyle L=L_{1}\cap L_{2}}.
Damit entspricht DP dem zweiten Level {\displaystyle BH_{2}} der Booleschen Hierarchie.

### SAT-UNSAT-Problem
Das SAT-UNSAT-Problem ist das kanonische vollständige Problem für die Klasse DP.
Eine SAT-UNSAT-Instanz besteht aus einem Paar {\displaystyle (\phi ,\psi )} von aussagenlogischen Formeln (wahlweise in 3-KNF).
Die Problemstellung ist zu entscheiden, ob  {\displaystyle \phi } erfüllbar (SAT) und  {\displaystyle \psi } unerfüllbar (UNSAT) ist.

### Alternative Charakterisierung der DP-Vollständigkeit
Die vollständigen Probleme der Klasse DP können auch wie folgt charakterisiert werden.
Eine Sprache L ist DP-vollständig genau dann, wenn alle der folgenden Bedingungen erfüllt sind:
1. {\displaystyle L\in DP}
2. {\displaystyle L} ist NP-schwer
3. {\displaystyle L} ist coNP-schwer
4. {\displaystyle L} hat die {\displaystyle AND_{2}}-Eigenschaft: Die Sprache {\displaystyle AND_{2}(L)} ist als {\displaystyle AND_{2}(L)=\{<x,y>\mid x,y\in L\}} definiert. Eine Sprache {\displaystyle L} hat die {\displaystyle AND_{2}}-Eigenschaft, wenn {\displaystyle AND_{2}(L)\preceq _{m}^{p}L}, sich also die AND-Verknüpfung der Sprache wieder polynomiell auf die Sprache selbst reduzieren lässt.

### Probleme in der Klasse DP
Die folgenden Probleme liegen in der Klasse DP oder sind sogar DP-vollständig.

#### Vollständige Probleme
Neben dem SAT-UNSAT-Problem finden sich hier zahlreiche EXACT-Varianten von Optimierungsproblemen, bei denen man fragt, ob die Lösung genau eine gegebene Größe k hat, während man bei den NP-Varianten typischerweise nur fragt, ob die Lösung größer oder kleiner als ein Wert k ist.
- EXACT TSP: Gegeben eine Instanz des Problem des Handlungsreisenden und eine Zahl k. Ist die kürzeste mögliche Reisestrecke genau k?
- EXACT INDEPENDENT SET: Gegeben ein Graph und eine Zahl k. Enthält die größte stabile Menge genau k Knoten?
- EXACT KNAPSACK: Gegeben eine Instanz des Rucksackproblems und eine Zahl k. Ist der optimale Wert der Zielfunktion genau k?
- EXACT MAX-CUT: Gegeben ein Graph und eine Zahl k. Hat der maximale Schnitt Gewicht k?
- EXACT MAX-SAT: Gegeben eine aussagenlogische Formel in KNF und eine Zahl k. Ist die maximale Anzahl von Klauseln, die gleichzeitig erfüllt werden können, genau k? (siehe auch Max-3-SAT)
- CRITICAL SAT: Gegeben eine aussagenlogische Formel F in KNF. Ist F unerfüllbar, aber das Löschen jeder beliebigen Klausel macht F erfüllbar?[6]
- CRITICAL HAMILTON PATH: Gegeben ein Graph. Ist es wahr, dass der Graph keinen Hamiltonweg hat, aber das Hinzufügen jeder beliebigen Kante einen Hamiltonweg erzeugt?[6]
- CRITICAL 3-COLORABILITY: Gegeben ein Graph. Ist es wahr, dass der Graph nicht 3-knotenfärbbar ist, aber das Löschen jedes beliebigen Knoten den Graph 3-knotenfärbbar macht?[7]

#### Probleme in DP
- UNIQUE SAT: Gegeben eine aussagenlogische Formel F in KNF. Gibt es genau eine Interpretation, die F erfüllt?